# 2014年iCloudからの著名人プライベート写真大量流出事件

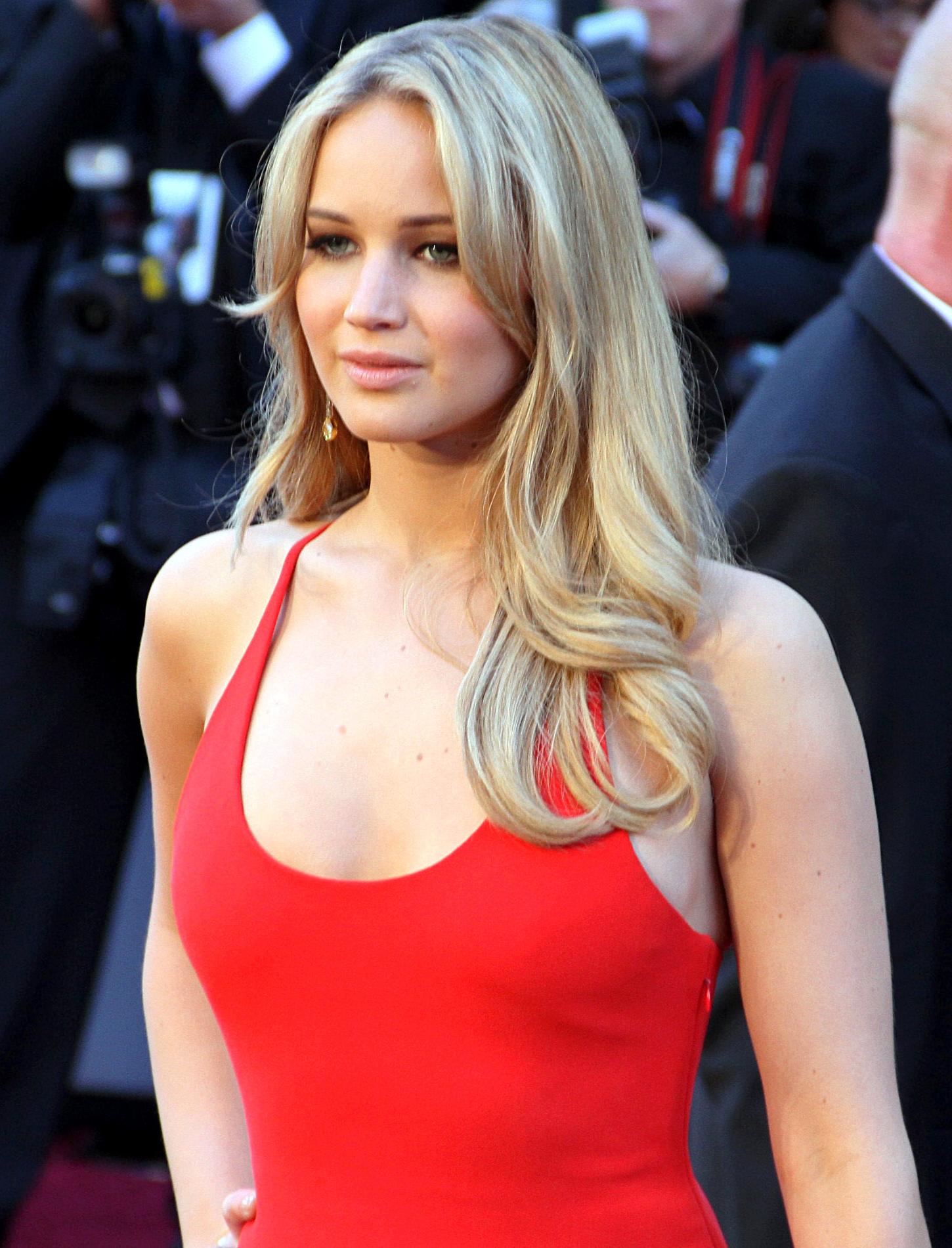
ジェニファー・ローレンス

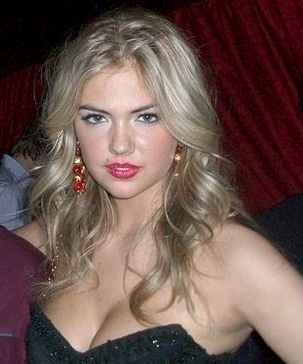
ケイト・アプトン

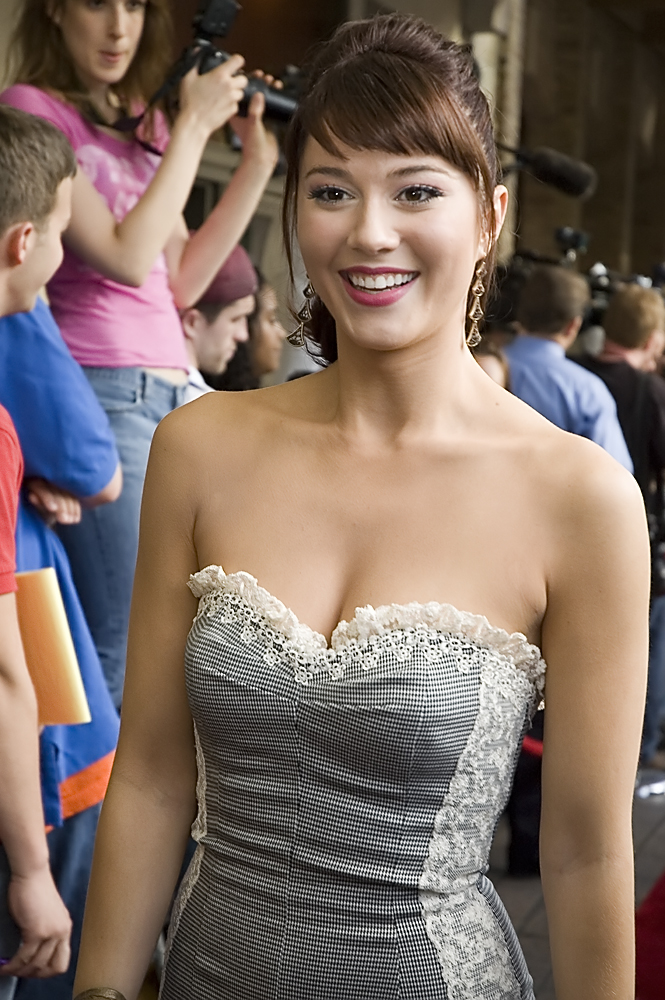
メアリー・エリザベス・ウィンステッド

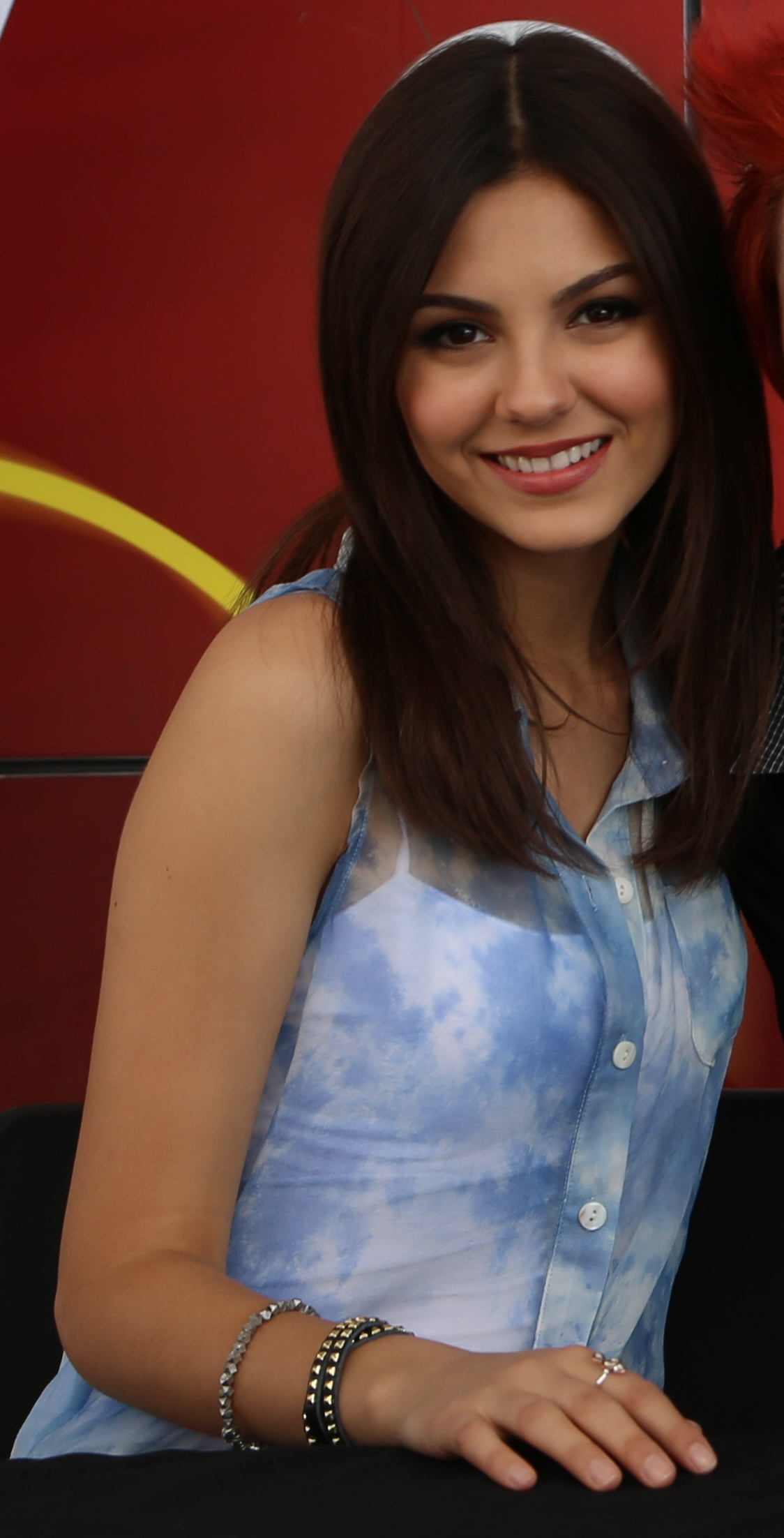
ヴィクトリア・ジャスティス

2014年iCloudからの著名人プライベート写真大量流出事件（2014ねんアイクラウドからのちょめいじんプライベートしゃしんたいりょうりゅうしゅつじけん）は、「史上最大の著名人のハッキングスキャンダル」（"The biggest celebrity hacking scandal in history"）である。セレブゲート事件やファプニングと呼ばれることもある。
2014年8月31日以降、様々な著名人（そのほとんどが女性）のヌードを大量に含んだ500枚を超えるプライベート写真のコレクションが手始めに画像掲示板の4chanに掲載され、それ以降にWebサイトや、Imgur、Reddit、Tumblrのようなアメリカ合衆国のソーシャルネットワークの利用者によって広められた。当初からAppleが提供しているクラウドサービス「iCloud」を経由して流出したと見られていた。
2014年9月2日にAppleは「iCloud」の特定のセキュリティの脆弱性が突かれたのではなく、ハッカーがパスワードなどのアカウント情報に「的を絞った攻撃」を行い、プライベート画像を入手したという調査結果を発表しており、IPAも同様の見解を示している。

## 画像の入手及び流出
画像はiPhoneのように、iOSデバイスから写真を自動的にバックアップするためにAppleの「iCloud」プラットフォームから提供されるオンラインストレージを経て入手された。Appleはのちに、被害者の「iCloud」アカウント情報は「ユーザー名、パスワード、セキュリティのための質問を対象とした非常に的を絞った（フィッシングや当て推量のブルートフォースアタックのような）攻撃」を用いて盗み出されたと報告している。当初、画像は「Find My iPhone」サービスのセキュリティ上の脆弱性を突く手段を用いて入手されたと見られていた。2014年の裁判所の文書によると、1人のユーザーがセレブ（著名人）からセキュリティ情報を聞き出すために"appleprivacysecurity"と呼ばれる偽の電子メールアカウントを作成していた。写真は公式に流出する8月31日より少なくとも2、3週間前には非公開で回覧されていた。未発表の写真やビデオが他にも存在すると報じられている。『デイリー・メール』はハッカーや転売業者らが画像が大量にリークされる数か月前から活動していたという情報を入手している。流出させたハッカーは自分自身を「コレクター」と称し、画像掲示板の4chanとAnon-IBにリークされた画像を拡散させ、掲載を止める条件として仮想通貨のビットコインを支払うように要求した。最終的にはImgurやTumblrなど、他のソーシャルネットワークを介してオンライン上に広く出回ってしまった。著名人のゴジップを取り扱うブロガー、ペレス・ヒルトンは自身のブログに数枚の画像を再掲載したが、直後に掲載を取りやめ、「悪趣味で行動してしまった」と謝罪を表明している。
流出活動の中心となったのはリンク共有のWebサイト、Redditである。このサイトに写真を共有するための専用板が設置された。1日で10万人以上のフォロワーを集めた。Redditの管理者は晒し行為を許容していると批判された。Redditのスタッフは18歳に満たない時点で撮影されたマッケイラ・マロニーのヌード画像と、この事件の前に流通していたリズ・リー（テレビドラマ『マイライフ・アズ・リズ』の主演女優）の16歳時のヌード画像を再投稿した場合は恒久的にサイトのサービスを受けられなくなり、児童ポルノに該当するために起訴される恐れもあると警告した。9月7日にRedditが活動の中心となっていた"TheFappening"板を著作権の問題を理由に閉鎖した。これらに対処するための作業負荷があまりにもかかり過ぎたと説明した。また、Redditは同日に"Fappening"板も閉鎖した。
セキュリティ専門家のニック・キュブリロビックは写真以外に電話に保存されていたテキストメッセージ、カレンダー、アドレス帳、通話履歴などの個人情報も盗まれた可能性があると述べている。
9月5日に流出したヌード写真を見られるというリンクを載せたWebサイトが登場した。このリンクをクリックすると、閲覧者の端末にはマルウェアがインストールされる。このマルウェアは大量の通信を発生させ、プロバイダに負荷をかけ、一時、ニュージーランド全土でインターネットに繋がりづらくなった。9月7日には復旧した。

## 被害者の対応
第一次流出物には、容疑者がオンラインストレージのiCloudアカウントをハッキングして入手したとされる100人以上の著名人のプライベートの写真や動画が含まれており、その中でも特に著名なのがジェニファー・ローレンス、ケイト・アプトン、メアリー・エリザベス・ウィンステッド、キルスティン・ダンスト、ケイリー・クオコ、キム・カーダシアン、セレーナ・ゴメス、リアーナ、ヴァネッサ・ハジェンズ、ヒラリー・ダフ、ケイト・ボスワース、ヴィクトリア・ジャスティス、エミリー・ブラウニング、テリーサ・パーマー、ミシェル・キーガンらである。写真がリークされた直後には、影響を受けた何人かの著名人が写真を本物と確認あるいは偽物と否定する声明を発表した。写真が本物であることを確認している著名人にはジェニファー・ローレンス（彼女の広報担当者によって確認）
、ケイト・アプトンと彼女のボーイフレンドでメジャーリーグベースボールを代表する投手のジャスティン・バーランダー（アプトンの弁護士によって確認）、メアリー・エリザベス・ウィンステッド（本人のTwitter上で確認）、ジェシカ・ブラウン・フィンドレイ（彼女の広報担当者によって確認）、ケイリー・クオコ（インスタグラムを通して確認）、キルスティン・ダンスト（確認に加えてiCloudのサービスを公然と非難した最初の人物にもなった
） も含まれている。ジル・スコットは流出した写真の一枚が彼女のものであることをTwitter上で確認しているが、それ以外の写真は偽物だとしている。
アリアナ・グランデやイヴォンヌ・ストラホフスキー
らは写真は偽物だとしている。オリンピック女子体操選手のマッケイラ・マロニーは当初は本人がTwitterで写真は偽物だとしたが、その後に彼女の弁護士が撮影された時はまだ未成年だったと述べて本物であることが確認されている。ヴィクトリア・ジャスティスは写真は偽物だと訴えたが、その後にTwitter上で「重大なプライバシーの侵害」を受けたとして法的措置をとる意思を明らかにした。10月に入り、ニック・ホーガンが直接ハッカーの標的とされた最初の男性スターとして報道されたが、彼も写真は偽物だとしている。

## ハッキングリストに掲載された著名人
2014年8月31日に発生したハッキングスキャンダルによって、合計101人の著名人のプライベート（ヌードまたはセミヌードが多数）の写真が4chan上にリークされている。
| - アヴリル・ラヴィーン（Avril Lavigne） - アシュリー・ブランケンシップ（Ashley Blankenship） - アナリン・マッコード（AnnaLynne McCord） - アビー・エリオット（Abby Elliot） - アビゲイル・スペンサー（Abigail Spencer） - アマンダ・ミシェルカ（AJ Michalka） - アラナ・ブランチャード（Alana Blanchard） - アリソン・ブリー（Allison Brie） - アリソン・ミシェルカ（Aly Michalka） - アレクサ・ジェーン（Alexa Jane） - アレグラ・カーペンター（Allegra Carpenter） - アンジェリーナ・マッコイ（Angelina McCoy） - アンナ・オニール（Anna ONeill） - アンバー・ハード（Amber Heard） - イヴォンヌ・ストラホフスキー（Yvonne Strahovski） - ヴァネッサ・ハジェンズ（Vanessa Hudgens） - ヴィクトリア・ジャスティス（Victoria Justice） - ウィノナ・ライダー（Wynona Ryder） - ウルドゥズ・ウォレス（Uldouz Wallace） - エミリー・ディドナート（Emily DiDonato） - エミリー・ブラウニング（Emily Browning） - エミリー・ラタコウスキー（Emily Ratajkowski） - エリン・カミンズ（Erin Cummins） - エリン・ヘザートン（Erin Heatherton） - エル・エヴァンス（Elle Evans） - エレナ・サティン（Elena Satine） - エレノア・スコット（Ellenore Scott） - オーブリー・プラザ（Aubrey Plaza） - カーメラ・カルシア（Carmella Carcia） - カーラ・デルヴィーニュ（Cara Delevigne） - カーリー・フォルケス（Carly Foulkes） - カーリー・ポープ（Carly Pope） - ガビ・グレコ（Gabi Grecko） - ガブリエル・ユニオン（Gabrielle Union） - キキ・パーマー（Keke Palmer） - キム・カーダシアン（Kim Kardashian） - キャット・ディーリー（Cat Deely） - キャリー・ミシェルカ（Carrie Michalka） - キャンディス・スミス（Candace Smith） - キャンディス・スワンポール（Candice Swanepoel） - キルスティン・ダンスト（Kirsten Dunst） - クリステン・リッター（Krysten Ritter） - クレア・ボウエン（Clare Bowen） - クロエ・ダイクストラ（Chloe Dykstra） - ケイト・アプトン（Kate Upton） - ケイト・ボスワース（Kate Bosworth） - ケイリー・クオコ（Kaley Cuoco） - ケイミー・オテッター（Kaime Oteter） - ケリー・ブルック（Kelly Brook） - サハラ・レイ（Sahara Ray） - サラ・シャヒ（Sarah Shahi） | - サラ・シュナイダー（Sarah Schneider） - ジェシー・ゴールデン（Jesse Golden） - ジェシカ・ダンフォード（Jessica Dunford） - ジェシカ・ペース（Jessica Pace） - ジェシカ・リカルディ（Jessica Ricardi） - ジェニー・マッカーシー（Jenny McCarthy） - ジェニファー・ローレンス（Jennifer Lawrence） - ジャクリーン・ダンフォード（Jacqueline Dunford） - ジャネル・ジネストラ（Janelle Ginestra） - シャロン・マクナリー（Shannon McNally） - ジョアンナ・クルーパ（Joanna Krupa） - ジョイ・コリガン（Joy Corrigan） - ジョージー・ローレン（Josie Loren） - ジョジョ（Jojo） - スカーレット・ヨハンソン（Scarlett Johansson） - セレーナ・ゴメス（Selena Gomez） - ダヴ・キャメロン（Dove Cameron） - タメカ・ジェイコブス（Tameka Jacobs） - デイヴ・フランコ（Dave Franco） - テリーサ・パーマー（Teresa Palmer） - ニーナ・スタヴリス（Nina Stavris） - ヒラリー・ダフ（Hillary Duff） - ファラ・アブラハム（Farrah Abraham） - ブリー・ラーソン（Brie Larson） - ブリタニー・ブッカー（Brittany Booker） - ヘイデン・パネッティーア（Hayden Panettiere） - ヘザー・マークス（Heather Marks） - ベッカ・トビン（Becca Tobin） - ホープ・ソロ（Hope Solo） - マッケイラ・マロニー（McKayla Maroney） - ミーガン・グッド（Meagan Good） - ミケイラ・ピアース（Mikayla Pierce） - ミシェル・キーガン（Michelle Keegan） - ミスティ・メイトレーナー（Misty May-Treanor） - メアリー・エリザベス・ウィンステッド（Mary Elizabeth Winstead） - メアリー＝ケイト・オルセン、オルセン姉妹の姉（Mary-Kate Olsen） - メーガン・ブーン（Megan Boone） - メリッサ・ブノワ（Melissa Benoist） - リア・ミシェル（Lea Michele） - リアーナ（Rihanna） - リーリー・ソビエスキー（Leelee Sobieski） - リサ・ケリー（Lisa Kelly） - リザラ・モンテネグロ（Lisalla Montenegro） - リジー・キャプラン（Lizzy Caplan） - リンドセイ・クラバイン（Lindsay Clubine） - レイク・ベル（Lake Bell） - レイチェル・ニコルズ（Rachel Nichols） - レヴェン・ランビン（Leven Rambin） - ローラ・ラムジー（Laura Ramsey） - ワイラナ・ギーゼン（Wailana Geisen） |

## 反応
作家のバン・バダムは写真をリークした人物やそれを共有した人々を非難した。女優のレナ・ダナムはTwitter上で、流出したヌード写真を見ることは「被害にあった女性たちを何度も何度も貶めること。それはよくないことよ」と人々に訴えかけた。女優のエマ・ワトソンは「（ソーシャルメディア上における）あまりにも共感の気持ちを欠いた関連コメント」を残す者たちを非難している。
俳優のセス・ローゲンやルーカス・ネフもハッカーや画像を投稿する者たちを非難している。デトロイト・タイガースに所属するジャスティン・バーランダーはクリーブランド・インディアンスとの試合前にメディアに対し、私生活に関しては今後もコメントするつもりはないし、チームもアメリカンリーグ中地区の優勝を目指しているので、プレーの方に集中したいと語った。
9月1日にはFBIが「コンピューターへの侵入と、著名人に関する情報の違法開示」に関する問題を把握し、捜査を開始したことを発表した。また、ジェニファー・ローレンスの広報担当者は「悪質なプライバシーの侵害」と非難、FBIに通報したことを明らかにした。ヒラリー・ダフが出回っている自身のヌード写真は偽物だとして、FBIに通報したことも報じられている。
この事件は"The Fappening"（「ファプニング」："The Happening"と男性のオナニーのインターネットスラングにあたる"fap"を掛け合わせたかばん語）、"Celebgate"（「セレブゲート」：ウォーターゲート事件からの連想）というふうに呼ばれた。"The Fappening"という呼び名は『デイリー・テレグラフ』のラディカ・サンガーニや『インターナショナル・ビジネス・タイムズ』のトイン・オウォセジェといったジャーナリストらから批判を受けている。サンガーニはこういった言葉が流出事件を単純化しただけでなく、「非常に過酷な状況を茶化してしまった」と指摘している。
9月5日付の『ウォール・ストリート・ジャーナル』のインタビューに応じたAppleのCEOのティム・クックはこの流出事件に対応して、同社が利用者のプライバシーとセキュリティを保護するために安全対策を強化するつもりであることを述べた。iCloudへの不正なアクセスを遮断するために、利用者のパスワードが変更された時の既存の通知に加えて、デバイスがアカウントに初めてログインする際にも同社から通知が提供されることになる。また、次期iOS 8ではさらにセキュリティは強化され、将来は二要素認証システムを採用したいと考えていると述べている。
10月1日に弁護士マーティ・シンガーの書簡が公表されたが、その中で女優らはGoogleが（所有するBloggerやYouTubeも含めて）画像削除に向けた迅速な行動かつ責任ある対応を怠り、違法行為と知りながら受け入れ、手助けし、持続させたとして1億ドルの損害賠償を請求する構えを示している。
ジェニファー・ローレンスは『ヴァニティ・フェア』の11月号のインタビューの中でこの流出事件について「スキャンダルではなく性犯罪」だと怒りを露わにし、「写真を見た人すべてが、性犯罪を増長させている。恥じるべきよ」と断言している。一方、別の被害者であるエミリー・ラタコウスキーは『GQ』で「多くの被害者がこうした画像を見た人は罪の意識を感じるべきと言うけど、私はそれが公正だとはまったく思わない」「Googleで検索した人たちが必ず犯罪者になるのかがよく分からないわ」と述べ、前述のローレンスとの考えの違いが対比されている。

## さらなる流出
2014年9月20日に、著名人に似たプライベートのヌード写真がハッカーによってまたしても大量にリークされた。キム・カーダシアン、ヴァネッサ・ハジェンズ、ガブリエル・ユニオン、アンバー・ハード、リアーナ、ホープ・ソロ、ケイト・ボスワース、スカーレット・ヨハンソン、アヴリル・ラヴィーンらが被害者となっている。
9月26日には前2回よりは着衣の写真も多く規模が小さめなものの、ジェニファー・ローレンスに関してはヌード写真が新たに50枚以上リークされている。流出第3弾ということで"Fappening 3"と命名された。
10月5日には"Fappening 4"が発生した。ヌード写真が新たに流出し、著名なプロレスラーのハルク・ホーガンの息子、ニック・ホーガンも被害者となった。

## 捜査・求刑
2014年9月1日にFBIが「コンピューターへの侵入と、著名人に関する情報の違法開示」に関する問題を把握し、捜査を開始したことを発表した。同日にAppleも「ユーザーのプライバシーを非常に深刻に受け止め、この報道を受けて積極的に調査している」とコメントした。翌2日にAppleは「インターネット上で非常に一般的に実行されるユーザー名、パスワード、セキュリティのための質問を対象とした非常に的を絞った攻撃」によってアカウントが不正に使用された結果、画像が流出してしまったと報告した。
ハッキングの発信源のIPアドレスを追跡して住所を割り出したFBIは、2014年10月15日に容疑者であるイリノイ州シカゴ在住の30歳のエミリオ・ヘレーラの家を捜索し、複数のコンピュータを押収した。申請された捜索令状には、8人の被害者の頭文字「A.S., C.H., H.S., J.M., O.W., A.K., E.B., A.H.」が記載されており、順にアビゲイル・スペンサー、クリスティーナ・ヘンドリックス、ホープ・ソロ、ジェネット・マッカーディ、オリヴィア・ワイルド、アナ・ケンドリック、エミリー・ブラウニング、アンバー・ハードと見られている。法執行当局によると、ヘレーラは捜査中の数人のうちの1人に過ぎず、FBIはアメリカ各地でさまざまな捜査を継続している。ヘレーラは2017年10月にコンピュータに不正アクセスした罪を認め、2018年3月に禁固18か月の刑を宣告された。
2016年3月15日にペンシルベニア州ランカスター在住の36歳のライアン・コリンズが司法取引に応じ、コンピュータに不正アクセスした罪を認めた。裁判所の文書では被害者は存在しなかったものの、数多くの報道機関がコリンズの事件を"The Fappening"と呼ばれる出来事に結びつけた。捜査によって、コリンズが被害者にAppleもしくはGoogleからの配信を装う電子メールを送り、アカウントが侵害される可能性を警告してパスワードの詳細を聞き出すという手口でフィッシング詐欺を行っていたことが判明した。コリンズは被害者が入力したパスワードをもとにアカウントに侵入し、電子メールと「iCloud」のバックアップをダウンロードした。2016年10月にコリンズは禁固16か月の刑を宣告された。
2016年7月1日にイリノイ州シカゴ在住の28歳のエドワード・マジェルツェクがコンピュータに不正アクセスした罪を認めた。当局は彼はコリンズとは無関係に活動していたと考えている。また、画像をオンライン上に流出させたり、販売した罪には問われていない。2017年1月24日にマジェルツェクは禁固9か月の刑および被害者（名前非公表の著名人）1人のカウンセリング・サービスの請求額の半分にあたる5,700ドルの損害賠償を命じられた。
2018年4月10日にコネチカット州ノースブランフォード在住の26歳のジョージ・ガロファノがコンピュータに不正アクセスした罪を認めた。ガロファノの弁護士は、彼は犯罪者たちからのフィッシング詐欺の誘いに乗ってしまったと主張している。2018年8月29日にガロファノは禁固8か月の刑を宣告された。
2018年10月22日にバージニア州在住の元高校教師のクリストファー・ブラナンはこのハッキング事件関連で有罪判決を受けた5人目の男となった。ブラナンは加重個人情報の窃盗とコンピュータに不正アクセスした罪を認めている。彼はフィッシング探索によって、200人以上をハッキングしている。ブラナンは著名人だけでなく、未成年の義理の妹、高校の同僚教師や教え子たちも標的にした。ブラナンは2019年3月1日に禁固34か月の刑を宣告された。